# 阿卜只俺
阿卜只俺（？—？），15世纪蒙古阿苏特部領主、和宁王阿鲁台之子，明朝将领。
阿卜只俺开始追随父亲阿鲁台和明成祖多次作战。明宣宗宣德九年（1434年）阿鲁台被瓦剌首领脱懽联合脱脱不花杀死，阿卜只俺无所依靠。于是越过长城归顺明朝。明宣宗任命他为左都督，在京师顺天府赐宅第。其子脱脱孛罗，为明朝立有军功，赐名和勇，封靖安伯。